# 阿尔桑
阿尔桑（法語：Arsans，法語發音：[aʁsɑ̃]）是法国上索恩省的一个市镇，属于沃苏勒区。

## 地理
阿尔桑（47°21'55"N, 5°37'41"E）面积2.48 平方千米，位于法国勃艮第-弗朗什-孔泰大區上索恩省，该省份为法国东部内陆省份，北起顺时针与孚日省、贝尔福地区省、杜省、汝拉省、科多尔省和上马恩省接壤。
与阿尔桑接壤的市镇（或旧市镇、城区）包括：努瓦龙、尚托奈、瓦莱。

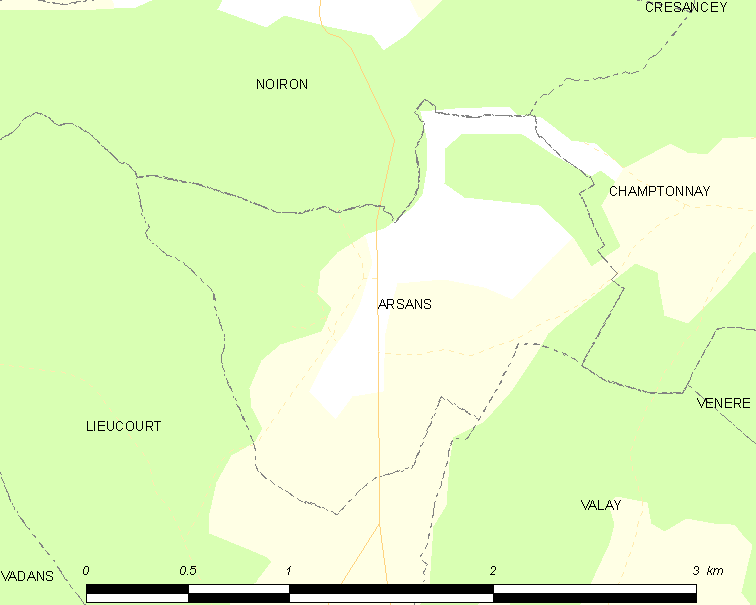
阿尔桑的OSM定位图

阿尔桑的时区为UTC+01:00、UTC+02:00（夏令时）。

## 行政
阿尔桑的邮政编码为70100，INSEE市镇编码为70030。

## 政治
阿尔桑所属的省级选区为马尔奈县。

## 人口

1962-2008年间阿尔桑人口变化图示

阿尔桑于2022年1月1日时的人口数量为44人。